# Belle-Île-en-Mer
Belle-Île-en-Mer ('Mooi eiland in de zee') is met een oppervlakte van 83,76 km² het grootste Bretonse eiland in de Atlantische Oceaan. Het kanton Belle-Île ligt in het departement Morbihan van de provincie Bretagne. Het bevindt zich ten zuiden van het schiereiland van Quiberon, vlak bij de eilanden Houat en Hoëdic.
De Bretonse naam is Enez ar Gerveur ('Citadeleiland'). In de Romeinse tijd heette het Vindilis, vandaar in het oud-Bretons Gwezel, of Gwedel. Onder Napoleon werd het Île Joséphine genoemd.
Het eiland heeft een ruwe kustlijn, met vooral aan de oceaanzijde hoge gneis rotsen, afgewisseld met kleine stranden in de inhammen. In het binnenland is het landschap vlak en glooiend.
Belle-Île bestaat uit vier gemeenten:
- Bangor, een dorp gelegen in het binnenland.
- Locmaria, een dorp gelegen in de oostpunt van het eiland.
- Le Palais, de belangrijkste haven. Bereikbaar met de boot vanaf Quiberon.
- Sauzon, de tweede haven. In de zomer bereikbaar vanaf het vasteland.

Vanaf 1765 begonnen Acadiërs zich op Belle-Île te vestigen, nadat ze door de Engelsen verdreven werden uit hun thuisland Acadië, in Noord-Amerika. Velen van hen bleven op het eiland, waardoor heden ten dage een groot deel van de eilanders Acadiërs als voorouders hebben.

## Beroemde inwoners
De impressionistische schilder Monet heeft veel inspiratie opgedaan op Belle-Île en heeft in 1886 verscheidene schilderijen gemaakt van de kustlijn. "Les Pyramides de Port Coton" is hiervan de bekendste. In 1894 kocht actrice Sarah Bernhardt een gebouw op het eiland aan de Pointe des Poulains. Ze verbleef gedurende dertig jaar 's zomers op het eiland.

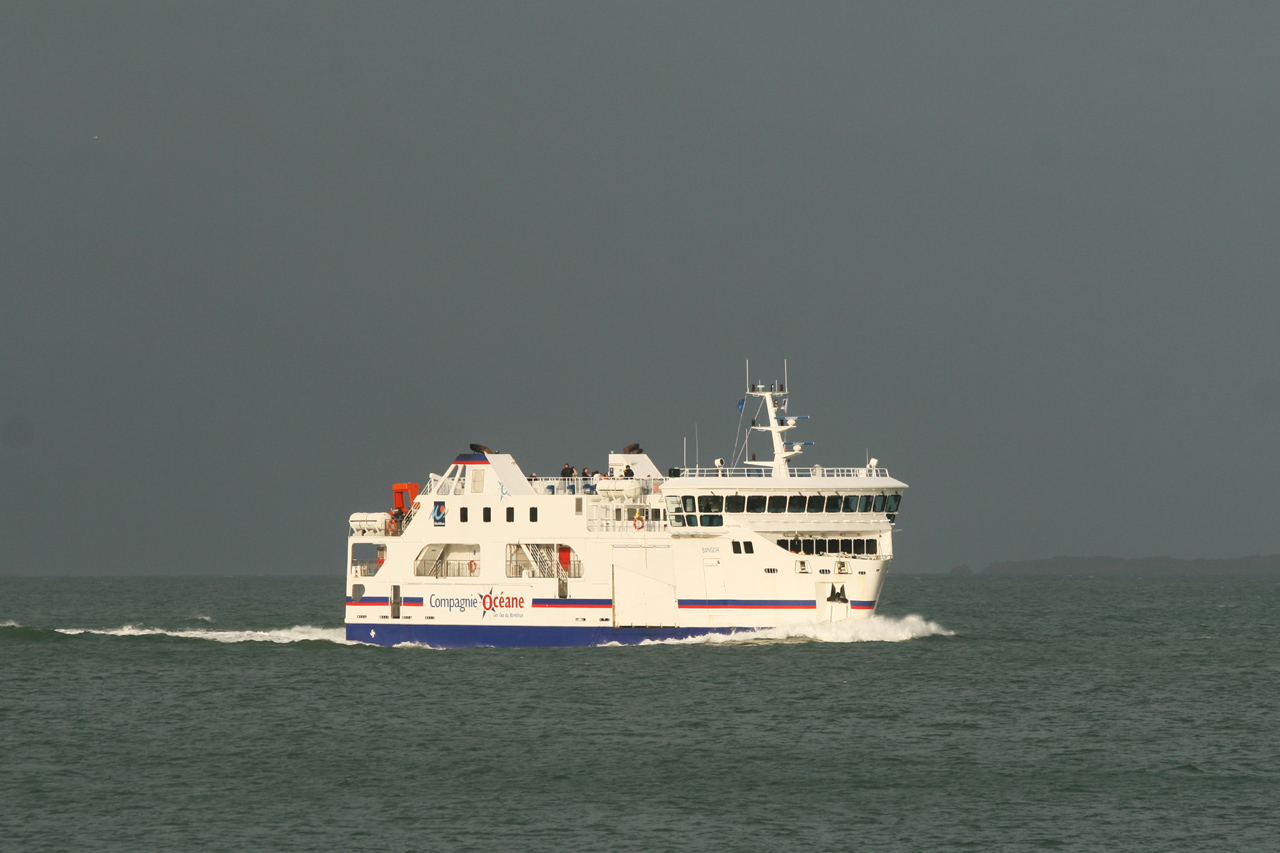
Veerboot "Bangor" naar Belle-Île-en-Mer
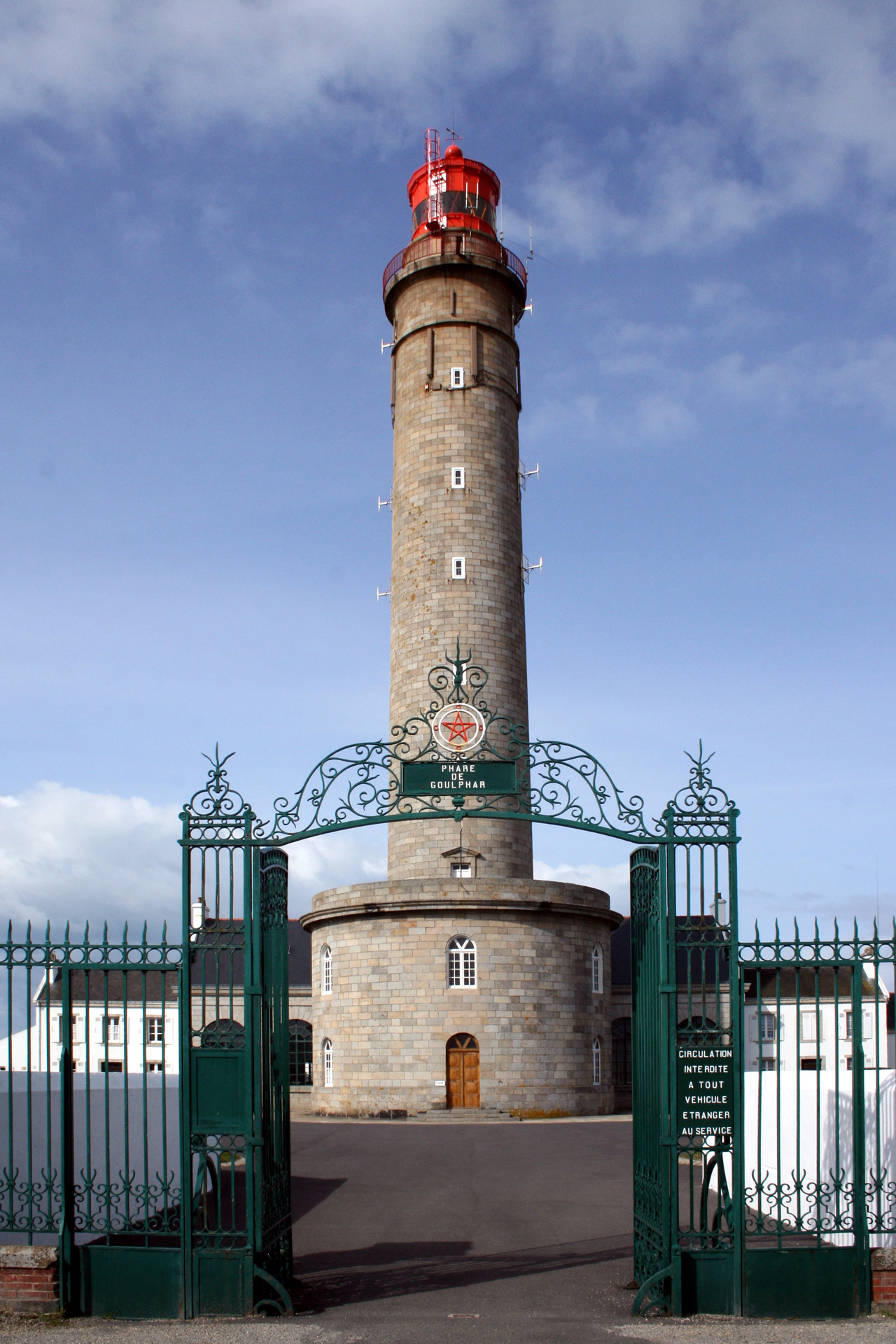
Phare Goulphar
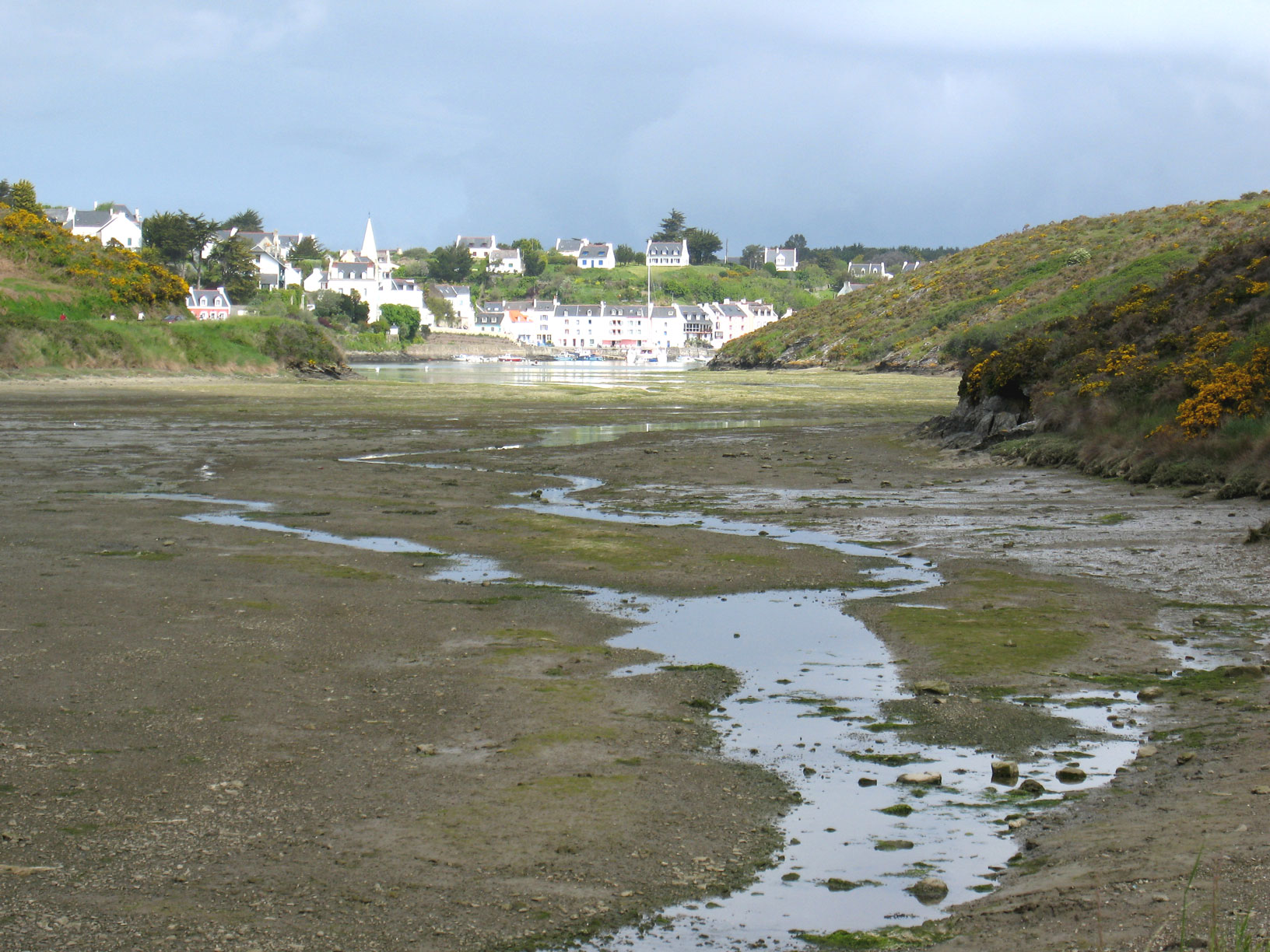
Ria de Sauzon
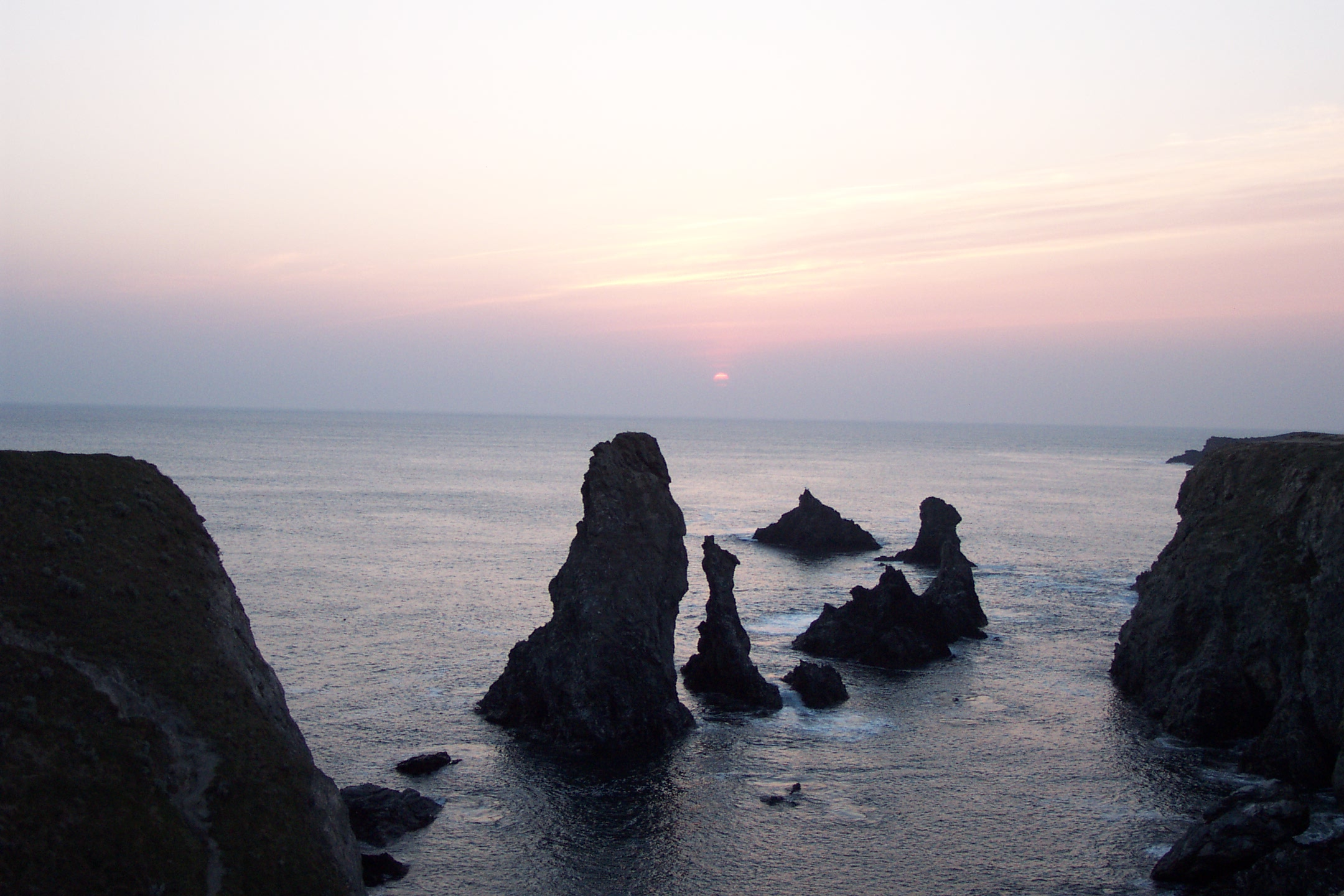
Les Pyramides de Port Coton